# 1894 год в истории железнодорожного транспорта
1894 год в истории железнодорожного транспорта

## События
- Образована Риго-Орловская железная дорога.
- Орловско-Витебская железная дорога вошла в состав Риго-Орловской дороги.
- 6 ноября открылось временное движение по линии Мытищи — Щёлково Московско-Ярославской железной дороги.
- 22 ноября на Рязано-Уральской железной дороге открыто движение по участку Аткарск — Петровск.
- Сдана в эксплуатацию линия Жуковка — Смоленск — Витебск — Бигосово Западной железной дороги[1].
- Рязано-Уральской железной дорогой была закончена постройка линии Тамбов — Камышин.
- Основано паровозное депо Балашов.

## Новый подвижной состав
- Германия, Бельгия, а затем и Россия приступили к выпуску паровозов серии Ц.